# USS H-1 (SS-28)
USS H-1 (SS-28) (izvorno USS Seawolf) bila je prva američka podmornica klase H.

## Povijest
Kobilica je položena 22. ožujka 1911. u brodogradilištu Union Iron Works u San Franciscu, Kalifornija. Porinuta je 6. svibnja 1913. i u operativnu uporabu primljena 1. prosinca iste godine.

### Operativna uporaba
Kao dio 2. Torpedne Flotile, iz baze u San Pedru djelovala je duž Zapadne obale SAD-a. U sklopu raznih vježbi i ophodnji plovila je od Los Angelesa do Britanske Kolumbije, često u pratnji sestrinske podmornice H-2 ili rjeđe H-3.
Ulaskom Sjedinjenih Država u Prvi svjetski rat, 17. listopada 1917. uputila se prema New Londonu u koji je stigla 22 dana kasnije. Ostatak rata provela je patrolirajući Long Island Soundom, često s ukracnim podmorničarskim studentima na izobrazbi.
Zajedno s USS H-2 6. siječnja 1920. krenula je natrag prema San Pedru. 12. ožujka, dok se kretala u blizini obale nasukala se u plićaku. Četiri člana posade, među kojima je bio i kapetan James R. Webb, nastradali su dok su pokušavali doći do obale. U jutro 24. ožujka, USS Vestal uspio ju je odsukati, samo kako bi 45 minuta kasnije potonula na dubinu od oko 15 metara.
Iz flotne listne izbrisana je 12. travnja 1920. i u lipnju 1920. prodana je kao staro željezo.

## Vanjske poveznice
|  | Zajednički poslužitelj ima još gradiva o temi USS H-1 (SS-28) |